# Hōjō Tokiuji
Hōjō Tokiuji est un nom japonais traditionnel ; le nom de famille (ou le nom d'école), Hōjō, précède donc le prénom (ou le nom d'artiste).
Hōjō Tokiuji (北条 時氏, 1203-1230), membre du clan Hōjō, est le fils ainé du troisième shikken (régent) du shogunat de Kamakura, Hōjō Yasutoki et le père de Tsunetoki et Tokiyori.
Tokiuji est le deuxième kitakata rokuhara Tandai (premier chef de la sécurité intérieure à Kyoto) de 1224 à 1230. Il succède à son père, le premier kitakata rokuhara Tandai, l'année où celui-ci est nommé shikken.
Il est prévu que Tokiuji succède à son père dans la fonction de shikken, mais sa santé se détériore pendant son séjour à Kyoto en tant que rokuhara Tandai.
Sa femme Matsushita Zenni est réputée pour sa sagesse.

## Source de la traduction
- (nl) Cet article est partiellement ou en totalité issu de l’article de Wikipédia en néerlandais intitulé « Hojo Tokiuji » (voir la liste des auteurs).